# Пекарский, Эдуард Карлович
Эдуа́рд Ка́рлович Пека́рский (13 (25) октября 1858, Петровичи, Игуменский уезд (ныне Червенский район Минской области) — 29 июня 1934, Ленинград) — русский и советский лингвист, этнограф, фольклорист польского происхождения; член-корреспондент (1927) и почётный член (1931) АН СССР.
Секретарь Отделения этнографии Русского географического общества, автор трудов по этнографии якутов и эвенков, составитель фундаментального словаря якутского языка.

## Биография

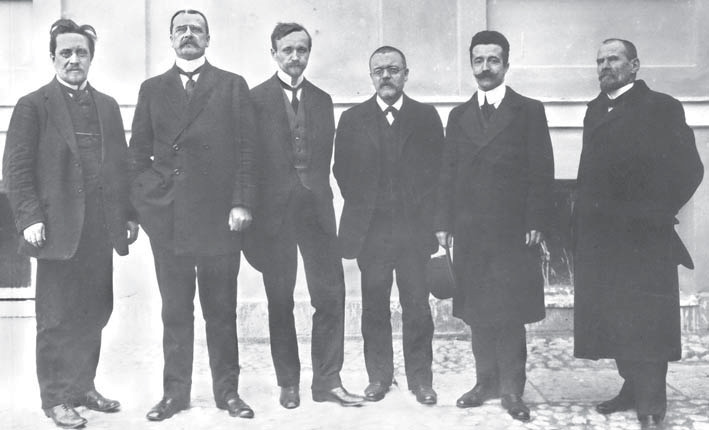
Группа сотрудников МАЭ, 1914 год. Слева направо: К. В. Щенников, Г. Г. Манизер, Я. В. Чекановский, С. М. Дудин, В. М. Лемешевский, Э. К. Пекарский

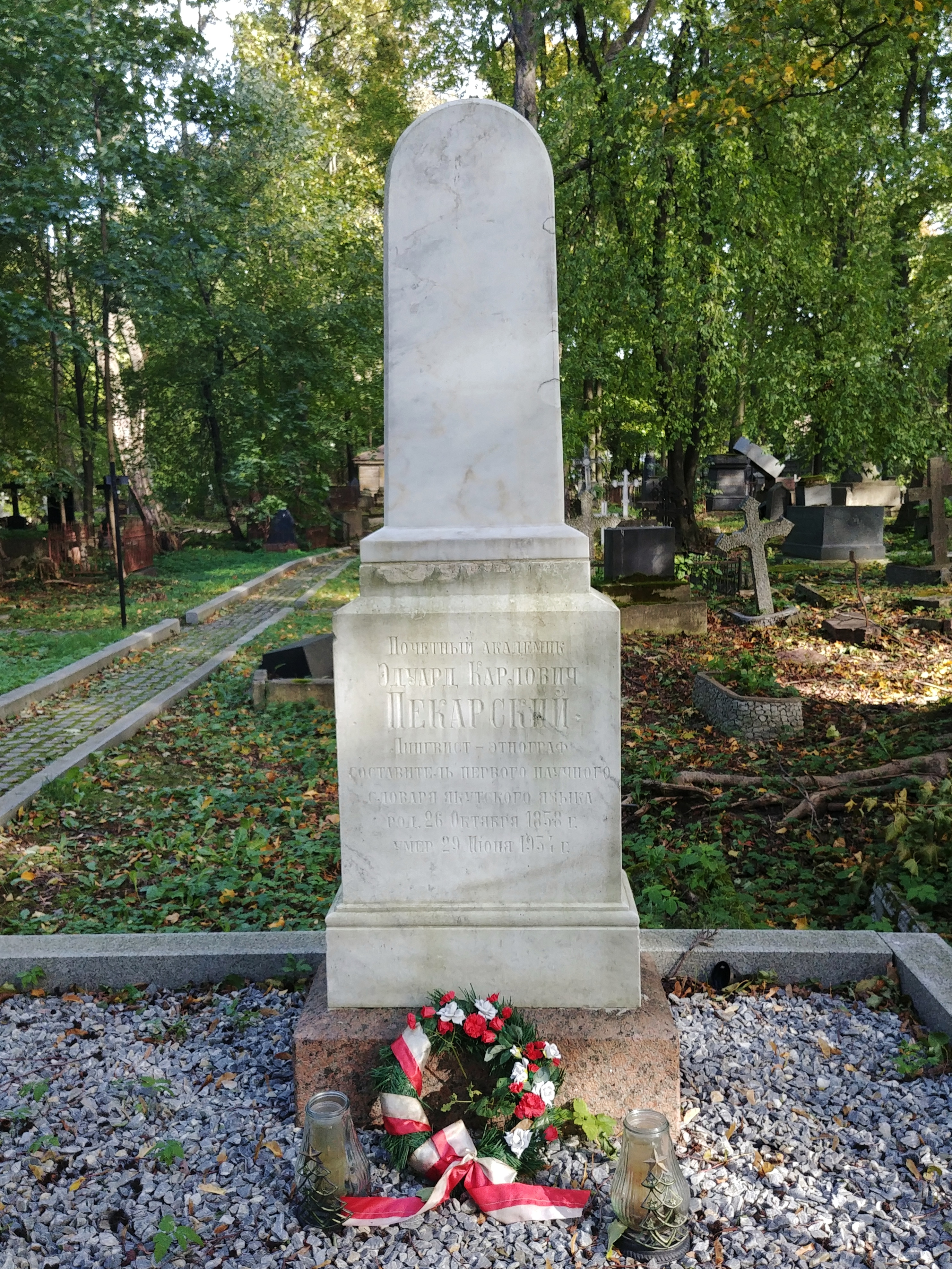
Могила Э. К. Пекарского

Родился в семье обедневших польских дворян в Игуменском уезде Минской губернии. Рано лишившись матери воспитывался в семье двоюродного деда.

### Образование
Обучался в Мозырской гимназии, в 1874 году переехал учиться в Таганрог, где примкнул к революционному движению. Революционную деятельность Пекарский не оставил и в Чернигове, куда переехал в 1875 году. В августе 1877 года он поступил в Харьковский ветеринарный институт; 18 декабря 1878 года за участие в народническом движении по постановлению университетского суда Пекарский был исключён из института без права поступления в высшее учебное заведение.

### Деятельность
Накануне 1880 года в Москве Пекарский с паспортом на имя Николая Ивановича Полунина был арестован за принадлежность к партии социалистов-революционеров и хранение нелегальной литературы. 12 января 1881 года Московский военно-окружной суд приговорил Э. К. Пекарского (вместе с другими лицами, имевшими отношение к убийству агента полиции Н. В. Рейнштейна) к пятнадцати годам каторжных работ. По распоряжению Московского губернатора «принимая во внимание молодость, легкомыслие и болезненное состояние» Пекарского, каторгу заменили ссылкой на поселение «в отдалённые места Сибири с лишением всех прав и состояния».
В Якутск прибыл 2 ноября 1881 года и был поселен в 1-м Игидейском наслеге Боотурского улуса, где прожил около 20 лет. Уже к 1887 году Пекарский собрал 7 тысяч якутских слов, через 11 лет — 20 тысяч, а к 1930 году — 25 тысяч слов. Ему помогали в этой работе местные знатоки якутского языка: священник Д. Д. Попов, олонхосут М. Н. Андросова-Ионова (впоследствии награждённая Золотой медалью Русского географического общества за оригинальные труды и участие в создании фундаментального «Словаря якутского языка» Э. К. Пекарского), лингвист С. А. Новгородов и всемирно известные ученые академики В. В. Радлов, К. Г. Залеман, В. В. Бартольд и др.
В июне 1895 года, по истечении 14-летнего срока обязательного пребывания в Сибири, Пекарский получил право избрания местожительства, за исключением столиц и столичных губерний. Не воспользовавшись своим правом возврата в европейскую часть России, он остался в Якутской области, где вёл научные изыскания и занимался составлением якутско-русского словаря.
Умер в Ленинграде. Похоронен на Смоленском лютеранском кладбище

## Память
В 2001 году в Якутске на углу улиц Пояркова и Курашова был установлен мемориал «Памяти поляков, жертв ссылок XIII–XIX веков и массовых репрессий XX века, а также выдающихся исследователей якутской земли». На мемориальных плитах были нанесены имена сибириеведа Вацлава Серошевского, лингвиста Эдуарда Пекарского, географа Яна Черского, геолога Александра Чекановского. Летом 2023 года с памятника исчезли таблички с именами, а в сентябре демонтировали и весь мемориал.

## Пекарский в трудах других ученых
- Штернберг Л. Я. Орел в сравнительном фольклоре (доклад). Живая Старина, Журн. Засед. Этн. Отд. РГО, за 1913, в. 3—4; с. LI — LV (есть указания В. М. Ионова и Пекарского Э. К. о культе орла у якутов).
- Радлов В. В. Отзыв о трудах Э. К. Пекарского. Отч. РГО за 1911; — с. 77—85.
- Радлов В. В. Отзыв к Э. К. Пекарский. Словарь якутского языка. — Живая Старина, 1907, в. 4. — с. 63—65.
- Эдуард Карлович Пекарский. К 100-летию со дня рождения. — Москва, 1958.
- Armon, Witold. Polscy badacze kultury Jakutów. — Wrocław, 1977. — 177 p. (PAN, Monografie z Dziejów Nauki i Techniki 112).
- Армон, Витольд. Польские исследователи культуры Якутов. — Москва, 2001. — Перевод с польского.